# Brückentechnologie
Brückentechnologie ist ein politisches Schlagwort. Bestimmte Technologien, die nur für eine Übergangszeit genutzt werden sollen, werden als „Brücke“ zwischen der bisherigen und der künftig erhofften oder erwarteten Technik beschrieben. Das Wort wird gleichfalls gezielt von Lobbyverbänden für fossile Energien genutzt, um ein möglichst langes Festhalten am Status quo zu erreichen.

## Beispiel Atomenergie
Ein bekanntes Beispiel ist die Beschreibung der Atomenergie als Brückentechnologie. Mit diesem Denkmodell beschrieben vor allem die Unionsparteien seit 1986 die Atomenergie als unverzichtbare „Übergangs-“ und „Brückentechnologie“. Kernkraftwerke müssen nach dieser Auffassung so lange laufen, bis erneuerbare Energien umfassend und flächendeckend eingeführt sind. Dies hat 2010 zur Laufzeitverlängerung deutscher Kernkraftwerke geführt – während hingegen vor allem die Partei Die Grünen  einen schnelleren Ausstieg forderte, um durch den Anpassungsdruck beim Wegfall der Kernkraftwerke die Entwicklung der erneuerbaren Energien zu forcieren.

## Beispiel Liquefied Natural Gas (LNG)
Die Brückentechnologie ist Erdgas: ein Gas, das natürlich vorkommt, auf Englisch den Namen »natural gas« trägt und das hauptsächlich aus Methan besteht. Erdgas ist nicht aktuellen biogenen Ursprungs, sondern ein fossiler Brennstoff, der aus fossilen Quellen stammt. Die Verflüssigung zu sogenanntem Liquefied Natural Gas (LNG), das als Treibstoff für den Transport verwendet werden kann. Die LNG-Technologie ist vergleichsweise jung und in den USA besonders interessant, da sich so Erdgas mit Tankern über Meere hinweg exportieren lässt. Sie ist nicht zu verwechseln mit dem deutschen Begriff Flüssiggas oder Autogas, das aus einem Gemisch von Propan und Butan besteht und sich bei deutlich höheren Temperaturen verflüssigen lässt als Erdgas. In der Kreuzfahrtbranche wird in diesem Zusammenhang gerne mit dem Begriff Brückentechnologie gearbeitet um die Schiffe umweltfreundlicher erscheinen zu lassen. Der amerikanische Klimatologe Michael E. Mann beschreibt im Buch Propagandaschlacht ums Klima LNG als Pseudolösung (S. 204 Brücke ins Nirgendwo).

## Weitere beispielhafte Verwendungen
| „Alttechnologie“  | „Brückentechnologie“             | „Zieltechnologie“    |
| ----------------- | -------------------------------- | -------------------- |
| Fossile Energie   | CO2-Abscheidung und -Speicherung | Erneuerbare Energien |
| GSM               | GPRS                             | UMTS                 |
| Verbrennungsmotor | Hybridantrieb                    | Brennstoffzelle      |
| Öl, Kohle         | Liquefied Natural Gas (LNG)      | Erneuerbare Energien |

Im gesellschaftlichen Bereich: „Mindestlohn ist eine Brückentechnologie. Für gesellschaftliche Beteiligung Aller braucht es ein Grundeinkommen ohne Bedingungen.“